# República Subalpina
La República Subalpina va ser una república de curta durada que va existir entre 1800 i 1802 al territori del Piemont durant el seu domini militar per la França napoleònica.
La República Subalpina va deixar d'existir l'11 de setembre de 1802, quan es va dividir entre la República Francesa i la República Italiana. La República Francesa es va annexionar els departaments de Doire, Marengo, Pô (anomenat breument "Éridan", després d'Eridans), Sesia, Stura i Tanaro, mentre que la República Italiana es va annexionar Novara (com a departament d' Agogna ).

## Història
El Piemont era la part principal del Regne de Sardenya que, malgrat el seu nom, tenia el seu nucli a terra ferma. El regne va patir una primera invasió francesa l'any 1796, que va provocar el Tractat de París i la pèrdua de Savoia i Niça. Després d'una segona invasió l'any 1798, el rei Carles Emmanuel IV va escapar a Roma, però mai va acceptar signar un nou tractat de pau, aprovant una disposició final dels seus territoris continentals d'acord amb el dret internacional.
La República Piemontesa es va declarar el 10 de setembre de 1798 i va existir fins al 20 de juny de 1799, quan va ser conquerida per les tropes austro-russes. No obstant això, el mariscal rus Alexander Suvorov va ser l'únic actor polític que va mostrar la voluntat de restaurar l'autoritat del Regne de Sardenya al Piemont: com que el destí de l'antiga República era l'annexió a França, l'objectiu austríac era la unió de la regió al Sant Imperi. A més, aquesta disputa va ser una de les principals raons de l'enfonsament polític de la Segona Coalició.
El 1800 Napoleó va tornar a Itàlia, recuperant bona part de les noves repúbliques. El 20 de juny de 1800 es va restablir la República Piemontesa. Per marcar una diferència amb l'ocupació austríaca, el primer cònsol va suspendre temporalment els seus desitjos d'annexió, i el govern local va prendre el nom de Nació Piemontesa.

## Extensió i economia
La república tenia la seva capital a Torí. El 9 de juliol de 1800, va adoptar una nova bandera, que consistia en una tribanda vermell-blau-daurada (basada en la bandera de l'anterior República d'Alba ). El seu lema era Liberté, Égalité, que era extret del lema francès Liberté, égalité, fraternité.
La República Subalpina depenia molt de França i mai va ser realment independent ja que estava sota l'ocupació militar francesa. L'estat no va ser reconegut per la comunitat internacional. El seu govern va canviar diverses vegades durant la seva breu existència, i estava format per les persones següents:

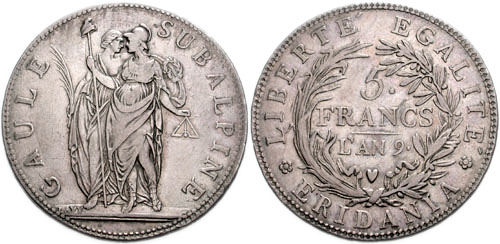
Moneda de 5 lires de la República Subalpina

París va introduir reformes d'estil francès dins de la República Subalpina. Va utilitzar el franc francès, i també va encunyar les seves pròpies monedes.
El març de 1801, quan el Tractat de Lunéville va posar fi a la guerra amb Àustria, París va reprendre els seus objectius d'annexió, l'exèrcit piemontès va ser incorporat a l'exèrcit francès, i uns mesos més tard la gestió administrativa de la regió va acabar completament en mans franceses com a Gàl·lia subalpina . Els estudiosos de París van subratllar la semblança de la llengua piémontesa, a l'època la parla popular mentre que la llengua italiana es limitava a les universitats, junt amb la llengua francesa. El 4 de juny de 1802, Charles Emmanuel va abdicar en favor del seu germà Víctor Emmanuel I, que es trobava a Càller sota la protecció naval britànica. Napoleó va aprofitar aquesta oportunitat per declarar la pèrdua definitiva de l'antiga sobirania sobre el Piemont, i es van fer plans per annexionar-lo a França.
| Govern                                                         | Membres                                       |
| -------------------------------------------------------------- | --------------------------------------------- |
| Comissió de Govern 27 de juny - 24 de desembre de 1800         | Filippo Avogardo, conte di Quarenga e Cerreto |
| Comissió de Govern 27 de juny - 24 de desembre de 1800         | Innocenzo Maurizio Baudisson                  |
| Comissió de Govern 27 de juny - 24 de desembre de 1800         | Ugo Bottone, conte de Castellamonte           |
| Comissió de Govern 27 de juny - 24 de desembre de 1800         | Francesco Brayda                              |
| Comissió de Govern 27 de juny - 24 de desembre de 1800         | Giuseppe Cavalli, conte di Olivola            |
| Comissió de Govern 27 de juny - 24 de desembre de 1800         | Pietro Gaetano Galli, conte della Loggia      |
| Comissió de Govern 27 de juny - 24 de desembre de 1800         | Stefano Giovanni Rocci                        |
| Comissió Executiva 24 de desembre de 1800 - 19 d'abril de 1801 |                                               |
| Giuseppe Carlo Aurelio di Sant'Angelo                          |                                               |
| Carlo Stefano Giulio                                           |                                               |
| Carlo Giuseppe Guglielmo Botta                                 |                                               |
| Executiva provisional 20 April 1801 – 11 September 1802        | Jean-Baptiste Jourdan                         |